# Klwów

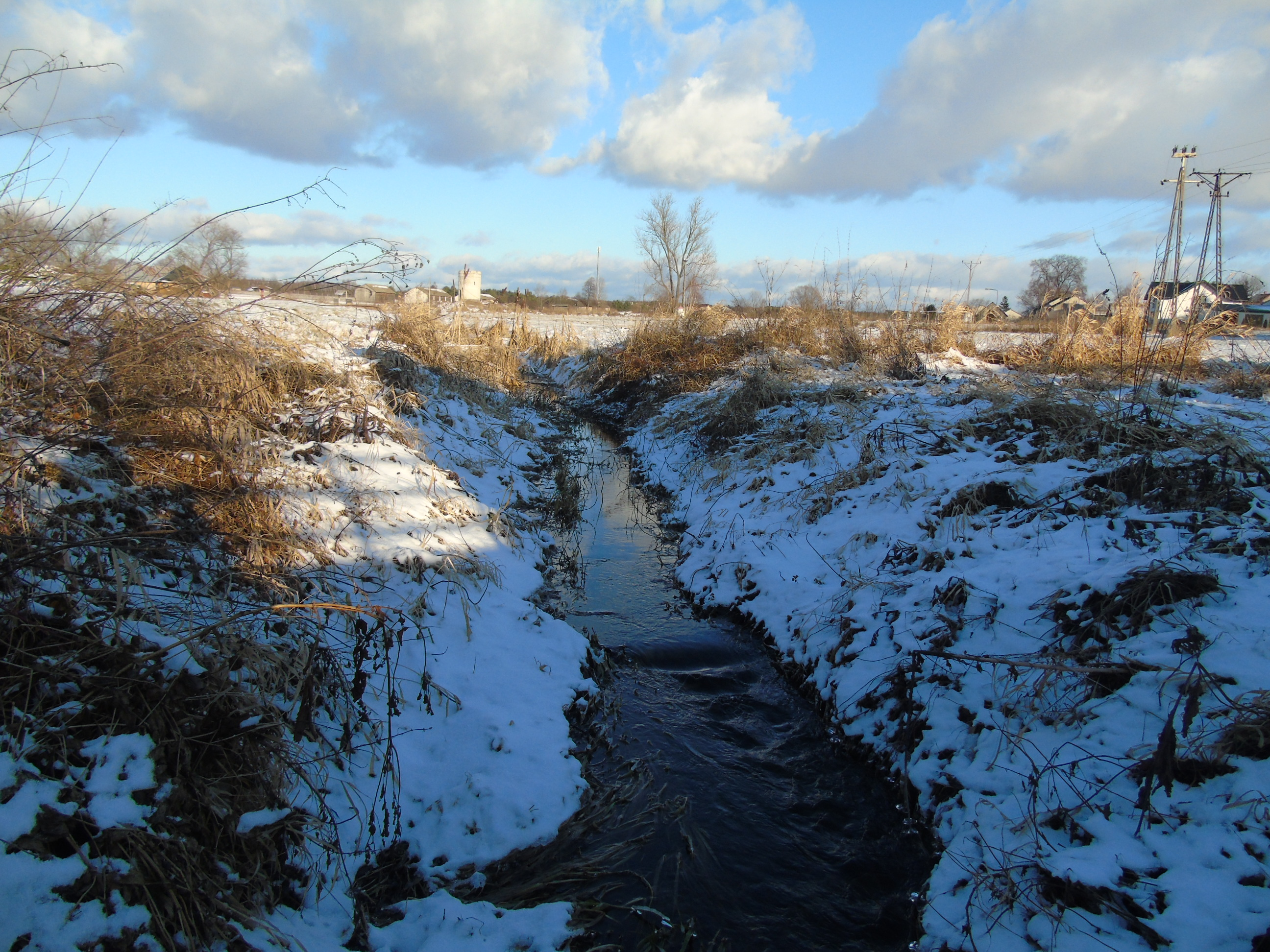
Rzeka Sławno w Klwowie

Klwów – wieś w Polsce, położona w województwie mazowieckim, w powiecie przysuskim, w gminie Klwów. Leży nad rzeką Sławną. Wieś na status sołectwa.
Wieś jest siedzibą gminy Klwów oraz rzymskokatolickiej parafii św. Macieja Apostoła. 
W latach 1954–1972 wieś należała i była siedzibą władz gromady Klwów. W latach 1975–1998 wieś administracyjnie należała do województwa radomskiego.
Klwów uzyskał lokację miejską w 1416 roku, zdegradowany w 1869 roku. Prywatne miasto szlacheckie, położone było w drugiej połowie XVI wieku w powiecie radomskim województwa sandomierskiego. 

## Integralne części wsi
| SIMC    | Nazwa        | Rodzaj    |
| ------- | ------------ | --------- |
| 0626662 | Klwowski Gaj | część wsi |

## Historia
Nazwa Klwów pochodzi od pierwotnego traktu Opoczno-Radom, prowadzącego dalej do Lwowa. Miasto Klwów zostało założone w roku 1413 na prawie magdeburskim króla Władysława Jagiełły, wraz z przywilejem dającym również prawo do organizowania targów raz w tygodniu i jarmarków 2 razy do roku. Przywileje te zostały potwierdzone w 1458 przez Kazimierza Jagiellończyka i w 1686 przez Jana III Sobieskiego, co świadczy o prężnym rozwoju miasta.
Klwów utracił prawa miejskie w 1869 w wyniku represji po stłumionym powstaniu styczniowym.
W 1662 roku we Klwowie mieszkało 370 mieszkańców w 36 domach. W 1743 Klwów dostał pozwolenie na warzenie piwa. W 1827 roku we Klwowie mieszkało 898 osób oraz stało 80 domostw. W tamtym okresie mieszkańcy trudnili się wyrobem sukna, kożuchów i pończoch.

## Ludzie związani z Klwowem
- Henryk Bagiński – historyk wojskowości, inżynier, instruktor harcerski, harcmistrz, pułkownik dyplomowany saperów Wojska Polskiego, zastępca Komendanta Głównego Związku Walki Zbrojnej od listopada 1939 roku do stycznia 1940 roku, szef Sztabu Komendy Głównej ZWZ od listopada 1939 roku do stycznia 1940 roku.
- Szymon Orlikowski – starszy posterunkowy Policji Państwowej, jedna z ofiar zbrodni katyńskiej.
- Stefan Pietrusiewicz – polski inżynier budownictwa, polityk.
- Konstanty Rokossowski – marszałek Polski i ZSRR. Podczas I wojny światowej we wsi pokonał dwóch niemieckich huzarów, za co został odznaczony Orderem św. Jerzego (1914)[12].
- Szymon Rathajzer (Symcha Rotem) -  polsko-żydowski działacz ruchu oporu w czasie II wojny światowej, uczestnik powstania w getcie warszawskim, łącznik Żydowskiej Organizacji Bojowej (ŻOB) po aryjskiej stronie Warszawy. Ukrywał się w u rodziny w Klwowie w okresie grudzień 1941 - jesień 1942[13].

## Zabytki
- ruiny zamku powstałego w XIII wieku;
- kościół parafialny pod wezwaniem św. Macieja Apostoła powstały w latach 1926–1931 na miejscu zniszczonej w czasie I wojny światowej świątyni z końca XV wieku[14].

## Transport
W Klwowie zaczyna się droga wojewódzka droga wojewódzka nr 727; przez wieś przebiega też droga krajowa nr 48.